# Jutta Jaehngen
Jutta Jaehngen (auch Utta; * 17. November 1936 in Dar es Salaam) ist eine deutschstämmige dänische Malerin, Grafikerin und Keramikerin.

## Leben und Werk
Die deutschen Eltern Jutta Jaehngens lebten in Dar es Salaam. Ihre Mutter zog mit ihren vier Kindern im Rahmen der Umsiedlungen unter dem Schlagwort Heim ins Reich 1940 nach Deutschland. Die Familie lebte dann im Protektorat Böhmen und Mähren, von wo sie nach dem Ende des Zweiten Weltkriegs in die Sowjetische Besatzungszone ausgesiedelt wurde. Ihre spätere Lehrerin Lea Grundig schrieb: „Die Aufnahme ist so, dass das empfindsame Mädchen nur Ablehnung und Fremdheit zu spüren glaubt.“
Jutta Jaehngen absolvierte von 1950 bis 1954 eine Lehre als Porzellan-Modelleurin in der Porzellanmanufaktur Meißen und studierte dann bis 1959 an der Hochschule für Bildende Künste Dresden, das letzte Jahr bei Lea Grundig. „Um ihrer verscheuchten Verschlossenheit“ entgegenzuwirken und ihr zu helfen „aus dem Kreis ihrer Abwehr, mit der sie sich selbst einmauerte, herauszutreten“ gibt diese ihrer Schülerin die Aufgabe, einen kleinen Zyklus zum Tagebuch der Anne Frank zu schaffen. Die drei Kaltnadelradierungen „beeindrucken durch ihre expressive Kraft, die Feinheit des grafischen Ausdrucks und die sehr persönliche Gestaltungsweise“. Für die Diplomarbeit schuf Jutta Jaehngen eine Grafikfolge zu Andersens Die Schneekönigin.
Nach dem Studienabschluss arbeitete sie als freischaffende Künstlerin. Sie unterhielt offenbar nähere Beziehungen zu Max Schwimmer, von dem mehrere an sie gerichtete Postkarten im Kunsthandel angeboten wurden.
1960 ging sie nach Hamburg, dann nach Schweden und 1974 nach Dänemark, wo sie nach Humlebæk zog.
Jutta Jaehngen schuf insbesondere Porträts, Tierstudien, Stillleben und Landschaften in Öl und Aquarell und keramische Kleinplastiken. 1981 wurde sie mit einem Diploma di Merito der Universitá delle Arti, Salsomaggiore Terme, geehrt.

## Darstellung Jutta Jaehngnes in der bildenden Kunst
(Hinweis: Trotz des abweichenden Namens dürfte es sich mit hoher Wahrscheinlichkeit um Jutta Jaehngen handeln.)
- Hans Theo Richter: Uta Jähnigen mit geneigtem Kopf (1955, Lithographie, Feder und Kreide auf Bütten, 52 × 39 cm)[4][5]

## Werke (Auswahl)
- Studier til Paradiset /Studien für das Paradies (Mappenwerk; 1993 mit dem Grafikpreis des Centro Arte Milano geehrt)
- Karnevalsmotiver/Karnevalsmotive (Mappenwerk)

## Ausstellungen (unvollständig)

### Einzelausstellungen
- 1976: Ølstykke, Bibliothek (”Jutta Jaehngen. Illuminadet manuscripts. Moderne illustrerede handskrifter”)
- 1981: Ølstykke, Bibliothek

### Teilnahme an Ausstellungen in der DDR (mutmaßlich unvollständig)
- 1957: Berlin, Ausstellungspavillon Werderstraße („Junge Künstler der DDR“)